# Dầu Tiếng (district)
Dầu Tiếng is een huyện in de Vietnamese provincie Bình Dương. Dầu Tiếng ligt aan de westoever van de rivier Sài Gòn. Ook het Dầu Tiếngmeer ligt voor een gedeelte in Dầu Tiếng. Door Dầu Tiếng stromen verschillende stromen die ook de Thị Tính voeden.
De oppervlakte van het district bedraagt 719,84 km². Dầu Tiếng heeft ruim 92.500 inwoners. De hoofdplaats van Dầu Tiếng is thị trấn Dầu Tiếng. Verder bestaat Dầu Tiếng uit elf xã's:
- Xã An Lập
- Xã Định An
- Xã Định Hiệp
- Xã Định Thành
- Xã Long Hòa
- Xã Long Tân
- Xã Minh Hòa
- Xã Minh Tân
- Xã Minh Thạnh
- Xã Thanh An
- Xã Thanh Huyền

## Geografische ligging
| Aangrenzende districten    | Aangrenzende districten | Aangrenzende districten  | Aangrenzende districten | Aangrenzende districten |
| -------------------------- | ----------------------- | ------------------------ | ----------------------- | ----------------------- |
| Tân Châu (Tây Ninh)        |                         | Hớn Quản (Bình Phước)    |                         | Chơn Thành (Bình Phước) |
|                            |                         |                          |                         |                         |
| Dương Minh Châu (Tây Ninh) | Bến Cát                 |                          |                         |                         |
|                            |                         |                          |                         |                         |
| Trảng Bàng (Tây Ninh)      |                         | Củ Chi (Ho Chi Minhstad) |                         |                         |